# Nobitz
Nobitz è un comune della Germania di 7 141 abitanti situato nel circondario dell'Altenburger Land in Turingia.
Svolge il ruolo di "comune sussidiario" (Erfüllende Gemeinde) nei confronti dei comuni di Göpfersdorf e Langenleuba-Niederhain.
A Nobitz aveva sede l'Air Omega Aviation mbH, una compagnia aerea cargo tedesca.

## Storia
Nel 2012 vi venne aggregato il comune di Saara (Nobitz).

Nel 2018 vennero aggregati al comune di Nobitz i comuni di Frohnsdorf, Jückelberg e Ziegelheim.